# Circuit du Mugello (Grand Prix)

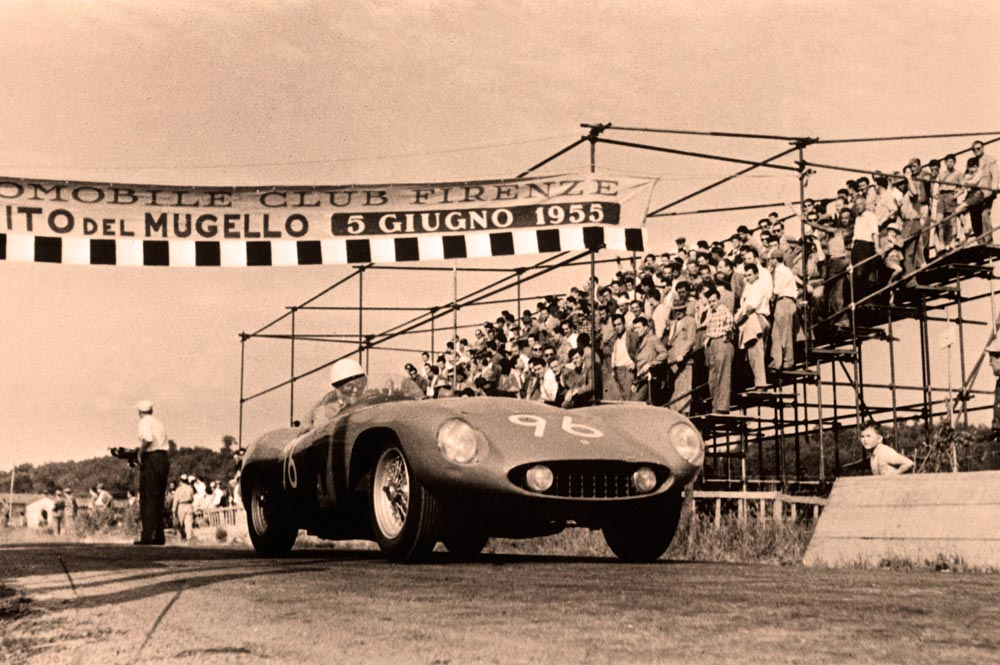
Mario Della Favera, Ferrari 500 Mondial #0512MD, 1955

Le Circuit du Mugello (ou circuito del Mugello) était une course automobile italienne de type Grand Prix de Formule libre, organisée durant les années 1920 entre la fin du mois de mai et celle du mois d'août.

## Historique
Cette compétition a donné lieu à neuf éditions successives sur le circuit du Mugello (en italien Circuito stradale del Mugello), les deux dernières étant remportées par des monoplaces du constructeur Talbot.
Emilio Materassi y a obtenu trois victoires en course.

## Palmarès
| Année     | Vainqueur                                  | Voiture               | Catégorie            |
| --------- | ------------------------------------------ | --------------------- | -------------------- |
| 1914      | Eugenio Silvani                            | Diatto                | Formule Libre        |
| 1915-1919 | Épreuve non disputée                       | Épreuve non disputée  | Épreuve non disputée |
| 1920      | Giuseppe Campari                           | Alfa Romeo 40 / 60    | Formule Libre        |
| 1921      | Giuseppe Campari                           | Alfa Romeo 40 / 60    | Formule Libre        |
| 1922      | Alfieri Maserati                           | Isotta Fraschini      | Formule Libre        |
| 1923      | Gastone Brilli-Peri                        | Steyr VI Klausen      | Formule Libre        |
| 1924      | Giuseppe Morandi                           | OM 665                | Formule Libre        |
| 1925      | Emilio Materassi                           | Itala Simplex         | Formule Libre        |
| 1926      | Emilio Materassi                           | Itala                 | Formule Libre        |
| 1927      | Épreuve non disputée                       | Épreuve non disputée  |                      |
| 1928      | Emilio Materassi                           | Talbot 700            | Formule Libre        |
| 1929      | Gastone Brilli-Peri                        | Talbot 700            | Formule Libre        |
| 1930-1954 | Épreuve non disputée                       | Épreuve non disputée  | Épreuve non disputée |
| 1955      | Umberto Maglioli                           | Ferrari               | Sport-prototype      |
| 1964      | Gianni Bulgari                             | Porsche               | Sport-prototype      |
| 1965      | Mario Casoni Antonio Nicodemi              | Ferrari               | Grand tourisme       |
| 1966      | Gerhard Koch Jochen Neerpasch              | Porsche               | Sport-prototype      |
| 1967      | Gerhard Mitter Udo Schütz                  | Porsche               | Sport-prototype      |
| 1968      | Lucien Bianchi Nino Vaccarella Nanni Galli | Alfa Romeo            | Sport-prototype      |
| 1969      | Arturo Merzario                            | Abarth                | Voiture de tourisme  |
| 1970      | Arturo Merzario                            | Abarth                | Voiture de tourisme  |
| 1971-1973 | Épreuve non disputée                       | Épreuve non disputée  | Épreuve non disputée |
| 1974      | Patrick Depailler                          | March-BMW             | Formule 2            |
| 1975      | Maurizio Flammini                          | March-BMW             | Formule 2            |
| 1976      | Jean-Pierre Jabouille                      | Elf-Jabouille-Renault | Formule 2            |
| 1977      | Bruno Giacomelli                           | March-BMW             | Formule 2            |
| 1978      | Derek Daly                                 | Chevron-Hart          | Formule 2            |
| 1979      | Brian Henton                               | Chevron-Hart          | Formule 2            |
| 1980      | Brian Henton                               | Toleman-Hart          | Formule 2            |
| 1981      | Corrado Fabi                               | March-BMW             | Formule 2            |
| 1982      | Corrado Fabi                               | March-BMW             | Formule 2            |
| 1983      | Jonathan Palmer                            | Ralt-Honda            | Formule 2            |
| 1984      | Mike Thackwell                             | Ralt-Honda            | Formule 2            |
| 1985      | Épreuve non disputée                       | Épreuve non disputée  | Épreuve non disputée |
| 1986      | Pierluigi Martini                          | Ralt-Cosworth         | Formule 3000         |
| 1987-1990 | Épreuve non disputée                       | Épreuve non disputée  | Épreuve non disputée |
| 1991      | Alessandro Zanardi                         | Reynard-Mugen         | Formule 3000         |
| 1992-1995 | Épreuve non disputée                       | Épreuve non disputée  | Épreuve non disputée |
| 1996      | Ricardo Zonta                              | Lola-Zytek            | Formule 3000         |
| 1997      | Ricardo Zonta                              | Lola-Zytek            | Formule 3000         |
| 1998-1999 | Épreuve non disputée                       | Épreuve non disputée  | Épreuve non disputée |
| 2000      | Ricardo Sperafico                          | Lola-Zytek            | Formule 3000         |
| 2001-2019 | Épreuve non disputée                       | Épreuve non disputée  | Épreuve non disputée |
| 2020      | Lewis Hamilton                             | Mercedes              | Formule 1            |